# Ư
Ư es una de las 12 vocales del idioma vietnamita. Se pronuncia como una vocal cerrada central no redondeada: [ɨ].
Como ocurre con la mayoría de las letras vietnamitas especiales, esta letra no tiene aparece correctamente en algunas fuentes por lo que a veces aparece escrita como u+ o como u*. El estándar VIQR es u+.
Debido a que el vietnamita es un idioma tonal, para marcar los seis tonos posibles esta letra puede tener cualquiera de los cinco superíndices o subíndice.
- Ừ ừ
- Ứ ứ
- Ử ử
- Ữ ữ
- Ự ự

## Códigos de caracteres
| Charset     | Unicode  | VISCII |
| ----------- | -------- | ------ |
| majuscule ü | U + 01AF | BF     |
| Minúsculo ư | U + 01B0 | DF     |
| Majúsculo Ừ | U + 1EEA | BB     |
| Minúsculo ừ | U + 1EEB | D7     |
| Majúsculo Ứ | U + 1EE8 | BA     |
| Minúsculo ứ | U + 1EE9 | D1     |
| Majúsculo Ử | U + 1EEC | BC     |
| Minúsculo ử | U + 1EED | D8     |
| Majúsculo Ữ | U + 1EEE | FF     |
| Minúsculo ữ | U + 1EEF | E6     |
| Majúsculo Ự | U + 1EF0 | B9     |
| Minúsculo ự | U + 1EF1 | F1     |